# Jodi Brahmanadinne, Chintamani
Jodi Brahmanadinne là một làng thuộc tehsil Chintamani, huyện Chikkaballapur, bang Karnataka, Ấn Độ.